# Sandra Forgues
Sandra Forgues (ur. jako Wilfrid Forgues 22 grudnia 1969 w Tarbes) – francuski kajakarz górski. Dwukrotny medalista olimpijski.
Brał udział w trzech igrzyskach (IO 92, IO 96, IO 00), na dwóch zdobywał medale. Startował w slalomie w kanadyjkowych dwójkach, partnerował mu Frank Adisson. Cztery razy stawał na podium mistrzostw świata w konkurencji C-2, dwa razy sięgając po złoto (1991 i 1997), raz po srebro (1995) i raz po brąz (1993).